# 콘서트 밴드

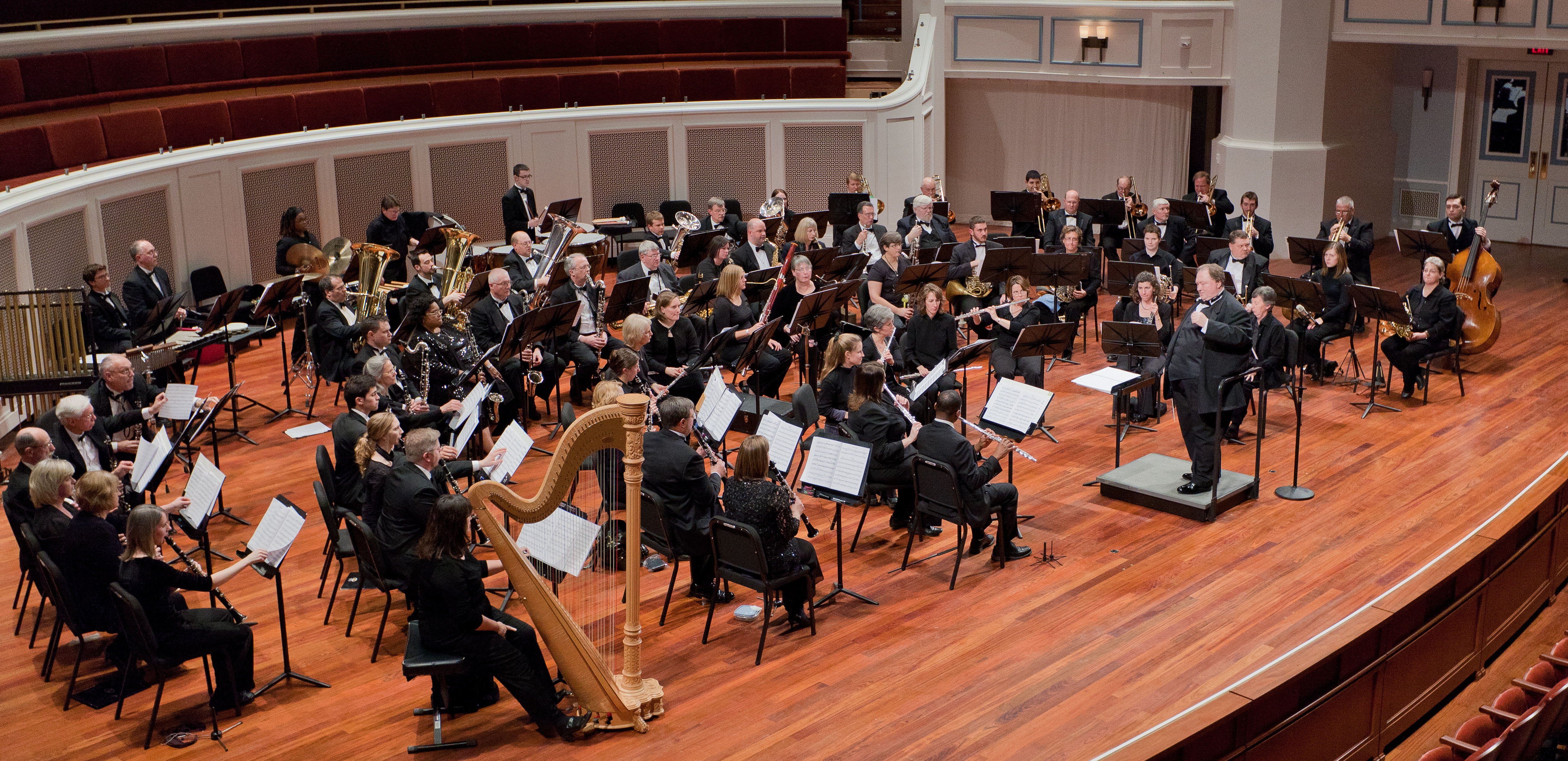
풀 콘서트 밴드-2014년 인디애나 윈드 심포니

콘서트 밴드(concert band)는 목관악기, 금관악기 및 타악기 계열로 구성된 연주 앙상블이다. 때로는 하프, 더블베이스 또는 베이스 기타도 포함된다. 드문 경우지만, 피아노, 신시사이저, 일렉 기타와 같은 앙상블에 비전통적인 악기가 추가될 수 있다.
콘서트 밴드 음악에는 일반적으로 독창적인 관악곡, 콘서트 행진곡, 오케스트라 편곡의 편곡, 경음악, 대중음악이 포함된다. 콘서트 밴드는 마칭 밴드와 유사한 악기를 사용하지만 마칭 밴드의 주요 목적은 행진하는 동안 연주하는 것이다. 이와 대조적으로 콘서트 밴드는 엄격하게 고정 앙상블로 공연한다.